# تشيس بولوك
تشيس بولوك (بالإنجليزية: Chase Bullock)‏ هو لاعب كرة قدم أمريكية أمريكي، ولد في 13 فبراير 1986 في درم في الولايات المتحدة.

## وصلات خارجية
- تشيس بولوك على موقع JustSportsStats.com (الإنجليزية)